# Huaniao Shan
Huaniao Shan (kinesiska: 花鸟山) är en ö i Kina. Den ligger i provinsen Zhejiang, i den östra delen av landet, omkring 250 kilometer öster om provinshuvudstaden Hangzhou. Arean är 4,3 kvadratkilometer. Den sträcker sig 2,7 kilometer i nord-sydlig riktning, och 4,1 kilometer i öst-västlig riktning.
Genomsnittlig årsnederbörd är 1 739 millimeter. Den regnigaste månaden är juni, med i genomsnitt 327 mm nederbörd, och den torraste är januari, med 59 mm nederbörd.